# Niels de Ruiter
Niels de Ruiter (* 21. Januar 1983) ist ein ehemaliger niederländischer Dartspieler sowie ehemaliger Vorsitzender des niederländischen Dartverbands. Er war hauptsächlich bei der British Darts Organisation (BDO) aktiv. De Ruiters Spitzname The Excellent Dude war angelehnt an den Film „Bill & Teds verrückte Reise durch die Zeit“. Er war außerdem bekannt für seinen Walk-on, bei dem er zu Metallica einlief und Luftgitarre spielte.

## Karriere
De Ruiter begann 1999 im Alter von 16 Jahren mit dem Dartspielen. Es sollte aber erst 2005 Bekanntheit erlangen, als er jeweils das Halbfinale bei den Welsh Open und dem Welsh Classic erreichte. Folgerichtig gab er dann bei der BDO-Weltmeisterschaft 2006 sein Debüt, verlor allerdings in Runde eins gegen Shaun Greatbatch. Beim Einzel des WDF Europe Cup 2006 musste sich de Ruiter im Finale dem Waliser Mark Webster geschlagen geben.
Bei der Weltmeisterschaft im Lakeside von 2007 war er an Position elf gesetzt. Hierbei konnte er sich bis ins Halbfinale vorspielen, verlor aber knapp gegen Phill Nixon. Bei der Auflage von 2008 schied er erneut zum Auftakt aus.
In der Saison 2008 konnte de Ruiter aufgrund von Schwindelanfällen nur sehr wenige Spiele absolvieren. Dennoch nahm er am Grand Slam of Darts 2008 teil, wobei er in eine schwierige Gruppe mit James Wade, Adrian Lewis und Denis Ovens gelost wurde. Es gelang ihm letztlich nur ein einziger Leggewinn über diese drei Partien. Er verpasste dann auch die Qualifikation zur BDO-WM 2009.
2012 kehrte noch einmal ins Lakeside zurück, allerdings nicht als Spieler, sondern als Betreuer für die acht niederländischen Starter. Zudem fungierte er für Christian Kist, der das Turnier überraschend gewann, als Übersetzer. De Ruiter ist seither fast vollständig aus dem Rampenlicht verschwunden.

## Weltmeisterschaftsresultate

### BDO
- 2006: 1. Runde (2:3-Niederlage gegen  Shaun Greatbatch)
- 2007: Halbfinale (4:6-Niederlage gegen  Phill Nixon)
- 2008: 1. Runde (1:3-Niederlage gegen  Gary Moody)

## Titel

### WDF
- WDF Europe Cup – Sieger im Mannschaftswettbewerb: 2006 (zusammen mit Vincent van der Voort, Co Stompé und Jelle Klaasen)